# Westfalenterrier
Der Westfalenterrier ist eine durch den Verband für das Deutsche Hundewesen (VDH) national anerkannte deutsche Hunderasse (Gruppe 3, Sektion 1  Hochläufige Terrier, VDH-Standard Nr. 992).

## Herkunft und Geschichtliches
Der Westfalenterrier entstand um das Jahr 1970 in Dorsten, Nordrhein-Westfalen. Dem Begründer der Rasse Westfalenterrier war damals die Rasse Deutscher Jagdterrier zu wenig leichtführig und sie zeigte für ihn eine zu sehr ausgeprägte Schärfe. So erfolgten erste Kreuzungen von Deutscher Jagdterrier und Lakeland Terrier sowie Deutscher Jagdterrier und Foxterrier.
Das Zuchtziel war ein kleiner, führiger, spurlauter und verträglicher Terrier für die Jagd, der von Jedermann zu führen sei. Über wenige Jahre wurde so der Typ unter in Einzelfällen erneuter Einkreuzung von Foxterriern und sehr selten auch Deutschen Jagdterriern gefestigt.
Seit dem 19. Mai 2020 ist der Westfalenterrier als Hunderasse national durch den Verband für das Deutsche Hundewesen anerkannt. Eine Anerkennung durch den FCI wurde bisher nicht vorgenommen.

## Beschreibung
Der Westfalenterrier ist ein relativ kleiner, im Körper trockener und kräftiger, gut proportionierter Hund mit einer gut entwickelten Bemuskelung und kräftigen Knochen.
Das Haar des Westfalenterriers ist dicht und hart mit ausreichender Unterwolle. Bauch- und Schenkelinnenseiten sind ebenfalls gut behaart. Das Haar ist pflegeleicht und soll den Hund gut schützen.
Erlaubt ist sowohl ein glatthaariges als auch rauhaariges Haar.
Die Fellfarben der Hunde sind lohfarben bis saufarben. Eine ausgeprägte Maske ist erwünscht. Kleine weiße Abzeichen an Brust und Zehen sind zulässig.
Schwarz-lohfarbene Hunde sind unerwünscht, werden jedoch toleriert.
Rüden sowie Hündinnen weisen eine Größe von 32 bis 40 cm auf. Das Gewicht eines ausgewachsenen Westfalenterriers liegt bei 8,5 bis 10 kg.

## Verwendung
Der Westfalenterrier ist ein kleiner, wesensfester Jagdhund für den Einsatz über und unter der Erde.
Er eignet sich zum Fuchssprengen und zum Dachsgraben, für die spurlaute Stöberarbeit am Hasen und anderem Niederwild, für Drückjagden auf Hochwild, insbesondere auf Wildschweine, für die Wasserarbeit, zum Apportieren leichten Wildes sowie für die Schweißarbeit.
Dank seiner geringen Größe und seiner Leichtführigkeit ist der Westfalenterrier ein angenehmer Hund, der auch im Haus leicht zu halten ist.

## Wesen
Der Westfalenterrier ist im Rassestandard als leichtführig, spurlaut, wasserfreudig sowie als vielseitig einsetzbarer Jagdhund mit Raubwildschärfe beschrieben.
Im Verhalten zeichnet sich der Westfalenterrier als ruhig und ausgeglichen aus und ist gegenüber Artgenossen verträglich. Die Hunde sind arbeitsfreudig und ausdauernd sowie weder scheu noch aggressiv.